# Villars-Fontaine
Villars-Fontaine é uma comuna francesa na região administrativa da Borgonha-Franco-Condado, no departamento de Côte-d'Or. Estende-se por uma área de 2,93 km². Em 2010 a comuna tinha 120 habitantes (densidade: 41 hab./km²).